# 向井建設
向井建設株式会社（むかいけんせつ）は、1908年（明治41年）に創業。
主に鳶工事、土工事、機械土工事、型枠工事、鉄筋工事、解体工事を行う躯体の専門工事業（大手サブコン）。

## 会社概要
- 事業種目　　
  - 建築一式工事・土木一式工事
  - とび土工・コンクリート工事、型枠工事、鉄筋工事
  - 鍛冶工事、家屋解体工事、杭打ち抜き工事
  - その他建設業許可による各種工事
  - 産業廃棄物処理業
  - 型枠パネル製造販売、型枠用合板、桟木などの販売
  - 人材派遣業

- 許可番号
  - 建設業許可番号 - 設業　建築工事業、土木工事業、鉄筋他各種工事業 ＜大臣許可（特16）第3498号＞
  - 建設業許可番号 - 特定建設業　建築工事業、土木工事業、鉄筋他各種工事業 ＜大臣許可（特16）第3498号＞

- 事業所
  - 本社 - 東京（千代田区神田）
  - 支 店 - 東北（宮城県仙台市）
  - 営業所
    - （本社管轄）横浜、東関東、北関東、名古屋
    - （東北支店管轄） 青森、秋田、岩手、山形、宮城、福島

  - 出張所 - いわき、柏崎

## 沿革
- 1908年（明治41年）
  - 8月1日 - 向井徳次郎が大阪府布施にて向井組を創業。
  - 鴻池組、松村組、大林組の工事に従事。
- 1924年（大正13年）- 東京に進出。本社を東京府大森区大岡山に設置、戸田組の仕事を受注。
- 1929年（昭和4年）- 本社を豊島区大塚に移転
- 1951年（昭和26年）- 資本金100万円にて株式会社向井組を設立。代表取締役社長に向井市太郎が就任。
- 1968年（昭和43年）- 本社を東京都千代田区神田錦町に移転。
- 1970年（昭和45年）- 躯体一式工事業を開始。
- 1973年（昭和48年）- 商号を向井建設株式会社に改称。
- 1977年（昭和52年）- 資本金1億円に増資。
- 1978年（昭和53年）
  - 大卒・高卒の社員定期採用開始
  - 創業70周年、社史「70年の歩み」刊行。
- 1980年（昭和55年）‐ 代表取締役社長に向井敏雄が就任。
- 1983年（昭和58年）‐ 品質管理活動TQC導入。
- 1988年（昭和63年）‐ 創業80周年を期して「チャレンジ21 基本構想」策定。
- 2000年（平成12年）
  - 鉄骨建て方支援ソフトについて特許を申請（2002年6月特許取得）。
  - 代表取締役社長の向井敏雄が「建設大臣功労者表彰」を受賞。
  - 東京都千代田区神田須田町に本社を移転。
- 2001年（平成13年）- 情報化月間　国土交通大臣賞受賞。
- 2002年（平成14年）- 本社を東京都千代田区神田須田町に移転。
- 2005年（平成17年）‐ 代表取締役社長の向井敏雄が雇用改善推進月間国土交通大臣賞を受賞。
- 2007年（平成18年）- BCP（事業継続計画）導入、第1回総合震災訓練を実施。
- 2008年（平成20年）- 創業100周年。代表取締役社長の向井敏雄が黄綬褒章を受章。
- 2009年（平成21年）- 代表取締役会長に向井敏雄、代表取締役社長に遠藤和彦が就任。
- 2009年（平成21年）- 代表取締役会長の向井敏雄が日本機械土工協会会長に就任。
- 2010年（平成22年）‐ 創業100周年史「百年の歩み」刊行。
- 2012年（平成24年）
  - CSRレポート2011「日本を創る力でありたい」刊行。
  - 震災記録誌「東日本大震災 その時私たちは 向井建設の取り組み」刊行。
  - 第1期ベトナム技能実習生（ニベルコ）来日スタート。
- 2016年（平成28年）- 人材開発部を新設。
- 2017年（平成29年）- 代表取締役会長の向井敏雄が旭日小綬章を受章。
- 2018年（平成30年）- 創業110周年。記念誌｢110年の時を超え新たな価値を創造｣刊行。
- 2019年（令和元年）- 新卒採用サイトを開設。
- 2020年（令和2年）- SDGs（持続可能な開発目標）全社的な取り組み開始。
- 2024年（令和6年）-代表取締会長に遠藤和彦、代表取締役社長に大神光司が就任。

　　　　　　　　　　　 尚、向井敏雄は、最高顧問に就任。

## 関連会社
- ムカイホールディングス株式会社
- 株式会社稲田組
- 株式会社TOM
- MKエコプラント株式会社